# Olga Pericet

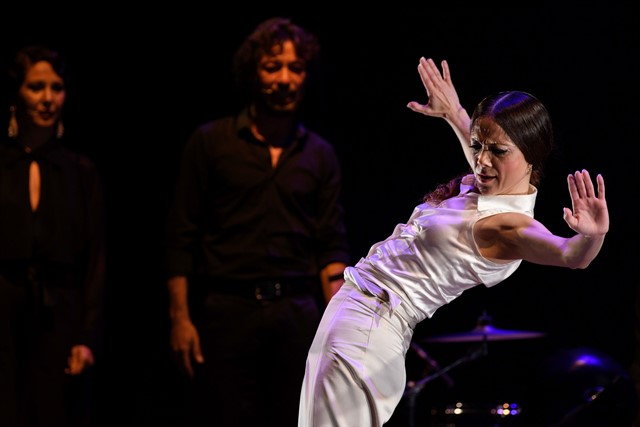
Olga Pericet

Olga Ramos Pericet (* 1975 in Córdoba), bekannter als Olga Pericet, ist eine spanische Tänzerin und Choreografin des spanischen Tanzes und des Flamenco.

## Künstlerische Laufbahn

### Die Anfänge
Olga Pericet studierte spanischen Tanz und Flamenco an der Escuela Superior de Arte Dramático y Danza in Córdoba. Anschließend nahm sie Unterricht bei Matilde Coral, Manolo Marín, Maica Moyano, Anunciación la Toná, José Granero, Cristóbal Reyes und Milagros Mengíbar.
1995 hatte sie ihre ersten Auftritte in den madrilenischen Tablaos Casa Patas und Las Carboneras. Später tanzte sie im El Triana in Mexiko und im Parque España in Japan. 1998 trat sie in die Kompanie von Rafael Amargo ein. Dort erreichte sie den Rang einer Primaballerina und tanzte als solche:
- 2002 in der Ballettinterpretation von Federico García Lorcas Gedichtzyklus Poeta en Nueva York.
- 2003 in El amor brujo.

2002 nahm sie als eingeladene Künstlerin am Tanzfestival von Havanna teil. 2003 tanzte sie in Rafaela Carrascos Inszenierung La múcica del cuerpo und in Romeo y Julieta beim Nuevo Ballet Español. In jenem Jahr nahm sie auch an der Ballettinszenierung A tres bandas beim Millennium Festival in Madrid und Barcelona teil.

### Tänzerin, Choreografin, Ensemble-Chefin

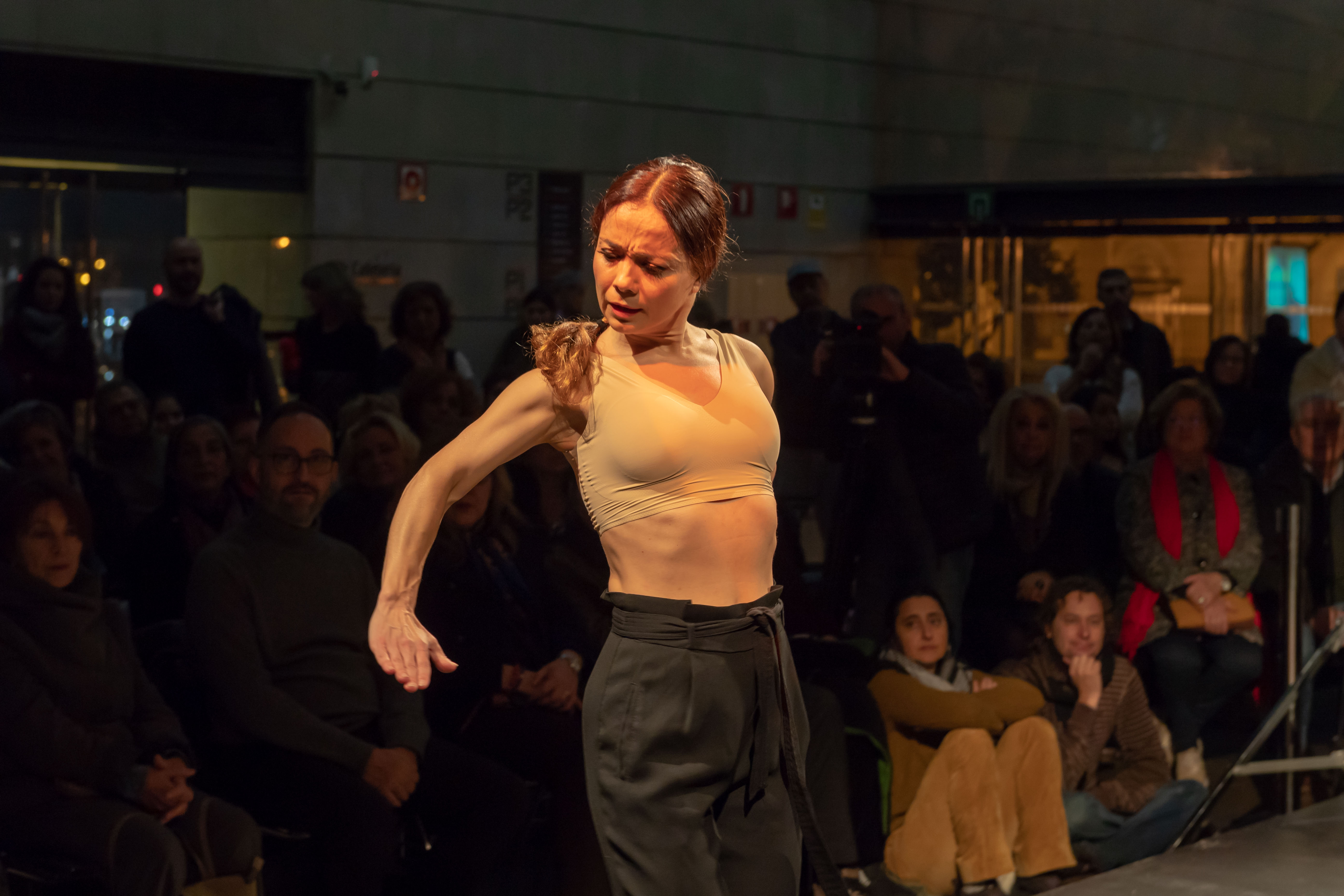
Olga Pericet, IVAM, 2018.

Gemeinsam mit Manuel Liñán, Marco Flores und Daniel Doña gründete sie 2003 die Kompanie ESS3 Movimiento. Ihre erste Eigenchoreografie war Un millón de emociones. Im folgenden Jahr brachten sie Olga Pericets Choreografie Suite en cámara negra auf die Bühne. Das Stück wurde mit dem ersten Preis für Choreografie und dem ersten Preis für Musik beim XIII Certamen de Coreografía de Danza Española y Flamenco in Madrid ausgezeichnet. Die Musik komponierten José Luis Montón und Fernando de la Rua.
Neben der gemeinsamen Arbeit bei ESS3 Movimiento nahmen sich die Beteiligten immer wieder die Freiheit zu anderen Projekten und Auftritten. So inszenierte Olga Pericet im Jahr 2004 in Madrid ihre Choreografie Bolero, seis cartas de amor y desamor. Im gleichen Jahr trat sie wieder beim Nuevo Ballet Español auf; diesmal in dem Stück Tierra.
2005 traten ESS3 Movimiento im Zyklus Distrito Danza im Rathaus von Madrid auf. Ihren Namen änderten sie in Compañia Manuel Liñán & Olga Pericet. Unter diesem neuen Namen inszenierten sie in Segovia Cámara negra.
Getrennt von der Kompanie hatte sie in diesem Jahr unter anderem Auftritte in:
- Als eingeladene Künstlerin in Miguel Angél Bernas Kompanie in den Stücken Las tres rosas, A pedir de boca und Estación seca.
- Beim Festival Flamenco in Leganés.
- Beim Festival Internacional de Música y Danza in Granada.

2006 schufen Manuel Liñán und Olga Pericet die finale Fassung von Cámara negra. Marco Flores und Daniel Doña wirkten daran mit. Sie führten das Stück beim Festival Madrid de Danza auf. Es wurde auf einer leeren, schwarzen Bühne getanzt – alles konzentrierte sich auf die unterschiedlichen Choreografien: Eine moderne Fassung der sehr traditionellen Caña, Fandangos, ein Zapateado und zum Abschluss eine von Daniel Doña choreografierte Petenera. Anschließend führten sie das Stück beim Festival de Música y Danza in Granada auf und gingen mit ihm auf Tournee nach Italien.
Das Stück wurde von der Kritik begeistert aufgenommen. Roger Salas schrieb in El País:

«El baile de Manuel Liñán es cerebral e intenso, con una amplia gama en lo expresivo, y lo mismo podría decirse en su campo de Olga Pericet, una mujer menuda y tenaz que en el escenario se crece con una danza que debe calificarse de excelente y excepcional.»

„Manuel Liñáns Tanz ist durchdacht und intensiv, mit einem breiten Ausdrucksspektrum, und das Gleiche gilt für Olga Pericet, eine kleine und straffe Frau, die auf der Bühne mit ihrem Tanz wächst, der sich durch Exzellenz und Außergewöhnlichkeit auszeichnet.“

Gemeinsam mit Marco Flores und Daniel Doña inszenierte sie 2006 in Madrid Chanta la mui, ein dreiteiliges Stück. Alle drei Teile verbanden klassischen Flamenco mit zeitgenössischen Tanz, jedoch in der jeweils eigenen Auffassung der drei Persönlichkeiten.
Weitere Auftritte hatte sie in diesem Jahr:
- Beim 50-jährigen Jubiläum des madrilenischen Tablao Corral de la Morería.
- Bei der Flamenco-Biennale von Sevilla.
- Beim Festival Tío Luis de Juliana in Madrid.
- Bei der Muestra Andaluza de Baile Flamenco in Granada.
- Beim Festival Internacional de Benicàssim.
- Bei der Gala zum 50-jährigen Jubiläum der Unión de Actores.

2007 brachten Olga Pericet, Manuel Liñán und Marco Flores beim Festival USA in New York En clave auf die Bühne. Anschließend inszenierten sie das Stück in Jerez de la Frontera und in Israel. Gemeinsam mit Daniel Doña führten sie beim Festival Internacional de Música y Danza in Granada erneut Cámara negra auf. Anschließend nahmen die vier an der Gala Sevilla teil, die in Australien, Hongkong und Peking gastierte. Sie tanzte gemeinsam mit Manuel Liñán und Marco Flores bei der Gala Bienal de Sevilla in London. Zusammen mit Marco Flores und Daniel Doña brachte sie Chanta la mui in Valencia und Beirut auf die Bühne. Ferner wirkte sie gemeinsam mit Manuel Liñán an Teresa Nietos Inszenierung De cabeza mit.
2008 schuf sie, wiederum gemeinsam mit Marco Flores und Daniel Doña, Chanta la mui II. El complot. Aufgeführt wurde es in der Sala Pradillo in Madrid. Das Stück bietet einen Querschnitt durch die Tanzstile Spaniens: Im ersten Teil die barocke Form mit Schläppchen und Kastagnetten, im zweiten Teil gefolgt von der Escuela bolera und dem Flamenco. Der dritte Teil widmet sich zunächst dem lyrischen Liedform, vorgetragen von Mercedes Cortés, bevor Olga Pericet und die beiden Männer mit ihrem Tanz erneut den Flamenco auf die Bühne bringen. Der vierte und letzte Teil schließlich verlässt den stilistischen Rahmen Spaniens und widmet sich hispano-amerikanischen Formen wie der Milonga und dem argentinischen Tango.
Ein weiteres Werk schufen die drei 2008 zur Biennale von Sevilla: En sus trece. Gleichzeitig gaben sie sich auch als Gruppe diesen Namen. In dem Stück kombinierten Soloauftritte im klassischen Flamenco-Stil mit moderneren Gruppen-Choreografien. Auch Daniel Doña trug erneut mit seinen Choreografien bei sowie Tacha González und Ana Romero.
Das Stück De Cabeza von 2009 ist eine choreografische Gemeinschaftsarbeit. Es konfrontiert modernen Tanz, vertreten durch Jesús Caramés, Vanessa Medina und Teresa Nieto, mit Flamenco, vertreten durch Daniel Doña, Manuel Liñán und Olga Pericet. Das Stück wurde mit dem Premio Max für die beste Choreografie ausgezeichnet.

### Jüngere Vergangenheit ab 2010
Für die jüngere Vergangenheit sind unter anderem folgende Inszenierungen und Auftritte erwähnenswert:
- Zum Festival von Jerez 2011 Rosa, metal y ceniza.[16] Auch dieses Werk verbindet den traditionellen Flamenco mit modernem Tanz. In Letzterem trat Olga Pericet, außergewöhnlich für eine Flamencotänzerin, barfuß auf. Nach Auffassung des Kiritkers Manuel Martín Martín entwarf sie in tänzerischem Dialog mit Jesús Caramés allegorische Figuren, die sich mit der Beziehung zwischen Fiktion und Wirklichkeit beschäftigen.[17] Fermín Lobatón sah in dem Stück eine choreografische Interpretation der Metamorphosen von Ovid.[18] Das Stück wurde mehrfach erneut aufgeführt, beispielsweise 2012 in Sevilla[17] und 2014 beim Flamenco-Festival im Luxemburgischen Esch an der Alzette.[19]
- Zum Festival von Jerez 2014 Pisadas. Als eingeladener Künstler übernahm Juan Carlos Lérida den männlichen Tanzpart. Das Stück wurde von der Kritik zwiespältig aufgenommen. Fermín Lobatón schrieb in El País, dass Olgas Tanzkunst das Publikum an einer Stelle zu minutenlangen Ovationen hingerissen habe. Nach einem Themenwechsel sei die Inszenierung aber verunglückt. Im späteren Teil habe die Darbietung ungeachtet des „korrekten“ Tanzes von Olga Pericet Glanz und Verständnis vermissen lassen.[20] Manuel Martín Martín schrieb in El Mundo, die Idee des Stückes sei nicht auf der Höhe der tänzerischen Qualitäten von Olga Pericet.[21]
- 2015 brachte sie in New York City Flamenco sin título auf die Bühne.[22]
- 2017 beim Festival des Tablao Corral de la Morería in Madrid.[23]
- 2017 La espina que quiso ser flor o la flor que soñó con ser bailaora[24] beim Festival von Jerez de la Frontera. Die Kritik nahm die Inszenierung begeistert auf. Fermín Lobatón lobte in El País die Theatralik und Poesie, die stimmige Gesamtkonzeption und die stilsichere, an die Tänzerin anpasste Musikalität sowohl im Rhythmus als auch im Ton.[25] Das Stück wurde mit dem Kritikerpreis des Festivals ausgezeichnet.[26] Olga Pericet führte es bei verschiedenen Gelegenheiten erneut auf, beispielsweise bei den Flamenco-Festivals in Amsterdam[27] und London[28] 2019. Im Januar 2020 ist eine Aufführung im Pariser Théâtre Chaillot vorgesehen.[29]
- Einen erneuten Auftritt in New York hatte sie 2017 beim dortigen Flamenco-Festival.[30]
- Im März 2018 erneuter Auftritt im Corral de la Morería, diesmal zu dessen 50-jährigem Jubiläum.[31]
- In Deutschland konnte man sie im selben Jahr beim Flamenco-Festival im Tanzhaus NRW in Düsseldorf sehen.[32]
- Im September 2018 trat sie bei der Biennale von Sevilla auf.[33]
- Im Herbst 2019 im Mercat de les Flors in Barcelona Un cuerpo infinito, eine Hommage an Carmen Amaya.[34] Carmen del Val lobte in El País erneut ihre exzellenten tänzerischen Qualitäten, schrieb jedoch über das Stück, es sei chaotisch und unverständlich, mische in 90 langen Minuten zu viele Konzepte und Ideen und lasse die klare Linie vermissen.[35]
- 2021 begann sie mit einem Projekt rund um La Leona, die Gitarre, die der Gitarrenbauer Antonio de Torres 1856 entwickelt hatte, und die richtungweisend für die spanische Musik wurde.[36] Den ersten von vier geplanten Teilen, der den Titel La tienta de La Leona[37] trägt, führte sie im Juni 2021 beim Festival de Danza de Itálica in der Provinz Sevilla auf.[36] Den zweiten Teil mit dem Titel El avance de la leona[38] tanzte sie im Februar 2022 mit Daniel Abreu als Partner beim Festival von Jerez de la Frontera.[39] Anfang 2023 folgte in Madrid und anschließend beim Festival in Jerez das nächste Stück der Reihe: Es trug selbst den Titel La Leona, und die Kritikerin von El País sah die Tänzerin in dem lebhaften, lauten, körperbetonten Auftritt selbst in der Rolle einer Löwin.[40]

## Rezeption
José Luis Navarro García schrieb über Olga Pericet:

«Pericet domina como pocas las entresijos de la danza española y conoce la danza contemporánea. Hace un baile rico en formas y de una delicadeza admirable. Es una bailaora dotada de una vitalidad y energía poco habituales, que tiene una gran sensibilidad y una desbordante creatividad.»

„Pericet beherrscht wie wenige andere die Feinheiten des spanischen Tanzes und versteht sich auf den zeitgenössischen Tanz. Ihr Tanz ist formenreich und von bewundernswerter Feinheit. Sie ist als Tänzerin mit außergewöhnlicher Vitalität und Energie begabt, mit großer Sensibilität und überströmender Kreativität.“

Differenzierter urteilte die Kritikerin Carmen del Val:

«Olga Pericet es una excelente bailarina, elegante y sutil, con un vibrante zapateado, que descubrimos hace años en los montajes de Rafael Amargo, Poeta en Nueva Yok (sic) y El Amor Brujo. (…)
Pericet es una convincente bailaora que trenza clasicismo y contemporaneidad con arte en secuencias cortas de baile donde maneja con soltura las castañuelas, pero no tiene la capacidad suficiente de expresar el flamenco en montajes de gran formato con una estética contemporánea como ocurre con otros artistas como Israel Galván, María Pagés o Rocío Molina.»

„Olga Pericet ist eine ausgezeichnete Tänzerin, elegant und subtil, mit einem mitreißenden Zapateado, die wir vor Jahren in den Schöpfungen Poeta en Nueva York und El Amor Brujo von Rafael Amargo entdeckten. (…)
Pericet überzeugt als Flamencotänzerin, indem sie klassischen und zeitgenössischen Stil in kurzen Tanzsequenzen kunstvoll verbindet, in denen sie die Kastagnetten mit Leichtigkeit einsetzt. Sie ist aber nicht in der Lage, Flamenco in großformatigen Montagen mit einer zeitgemäßen Ästhetik auszudrücken, wie es anderen Künstlern wie Israel Galván, María Pagés oder Rocío Molina gegeben ist.“

## Auszeichnungen
- 2004 Preis für die beste Musik und die beste Choreografie beim Certamen de Coreografía de Danza Española y Flamenco.[2]
- 2006 Premio Pilar López der Stadt Madrid als beste Tänzerin des Jahres 2005.[9]
- 2007 Premio Pilar López für die beste Petenera beim Nationalen Flamenco-Wettbewerb von Córdoba.[13]
- 2009 Premio Max für die beste Choreografie für das Stück De Cabeza.[41]
- 2011 Premio a la Artista Revelación[42] beim Festival von Jerez de la Frontera.[41]
- 2012 Kritikerpreis Flamenco Hoy für die beste Tänzerin.[41]
- 2014 Preis El ojo crítico[43] des Radio Nacional de España.[44]
- 2015 Premio Max für die beste Tänzerin.[44]
- 2016 Premio ACE de Teatro der Association of Latin Entertainment Critics of New York.[45]
- 2017 Preis der Kritik beim Festival von Jerez.[44]
- 2018 Premio Nacional de Danza.[46]